# 沙勒罗瓦区
沙勒罗瓦区（法語：Arrondissement de Charleroi）是比利时瓦隆大区埃諾省的一个区。該區轄有12個市鎮，面積472.19平方公里，2021年人口為395832人。

## 市鎮
沙勒罗瓦区下辖以下市鎮：

### 2019年起
| - 艾索-普雷勒（Aiseau-Presles） - 沙佩勒莱埃莱蒙（Chapelle-lez-Herlaimont） - 沙勒罗瓦（Charleroi） - 沙特莱（Châtelet） - 库尔塞勒（Courcelles） - 法尔西耶讷（Farciennes） | - 弗勒吕斯（Fleurus） - 方丹莱韦克（Fontaine-l'Evêque） - 热尔皮讷（Gerpinnes） - 莱邦维莱尔斯（Les Bons Villers） - 蒙蒂尼勒蒂约勒（Montigny-le-Tilleul） - 蓬塔塞勒（Pont-à-Celles） |

### 2019年之前
| - 艾索-普雷勒（Aiseau-Presles） - 沙佩勒莱埃莱蒙（Chapelle-lez-Herlaimont） - 沙勒罗瓦（Charleroi） - 沙特莱（Châtelet） - 库尔塞勒（Courcelles） - 法尔西耶讷（Farciennes） - 弗勒吕斯（Fleurus） | - 方丹莱韦克（Fontaine-l'Evêque） - 热尔皮讷（Gerpinnes） - 莱邦维莱尔斯（Les Bons Villers） - 马纳日（Manage）- - 蒙蒂尼勒蒂约勒（Montigny-le-Tilleul） - 蓬塔塞勒（Pont-à-Celles） - 瑟内夫（Seneffe）- |

2019年1月1日，该区的马纳日和瑟内夫划至蘇瓦尼區。